# Reggio Emilia (provincie)
De provincie Reggio Emilia (of Reggio nell'Emilia) is gelegen in de Noord-Italiaanse regio Emilia-Romagna. In het westen grenst ze aan de provincie Parma, in het noorden aan de Lombardische provincie Mantua, in het oosten aan de provincie Modena en ten slotte in het zuiden aan de Toscaanse provincies Massa-Carrara en Lucca.
In het noorden vormt de rivier de Po een natuurlijke grens met de regio Lombardije. De Povlakte is het dichtstbevolkte en meest geïndustrialiseerde deel van de provincie. Hier ligt ook de hoofdstad Reggio Emilia. Het zuidelijke deel van het provinciale territorium wordt gevormd door het bergland van de Apennijnen. Op de grens met Toscane ligt het natuurpark Parco Nazionale dell'Appennino Tosco-Emiliano. Een merkwaardige berg is de 1047 meter hoge rots Pietra di Bismantova in het midden van de provincie.
De hoofdstad Reggio Emilia is van Romeinse oorsprong. De stad werd in 175 voor Christus opgericht onder naam Regium Lepidi, vernoemd naar de oprichter Marcus Emilius Lepido. Tot de eenwording van Italië is eeuwenlang de naam Reggio gebruikt, zonder toevoeging van nell'Emilia. De historische binnenstad is overwegend middeleeuws. Het Piazza Camillo Prampolini is het hart van de stad, hier staan de domkerk en het Palazzo Comunale. In dit gebouw werd in 1797 de Cispadaanse Republiek opgericht, er werd ook een vlag gekozen: groen, wit en rood, de huidige nationale vlag van Italië. Een andere belangrijk monument is de basiliek San Prospero met zijn karakteristieke achthoekige toren. De belangrijkste weg is de historische Via Emilia die de stad van west naar oost doorsnijdt.
Een andere bezienswaardige stad in de provincie is Correggio met zijn vrolijk gekleurde huizen en arcadegalerijen. De plaats ligt tussen de wijngaarden waar Lambrusco wordt geproduceerd. In het westen van de provincie ligt ten zuiden van San Polo d'Enza de plaats Canossa. Bij deze plaats rijzen twee bergen omhoog met op beide toppen een kasteel, waarvan één ruïne.

## Foto's

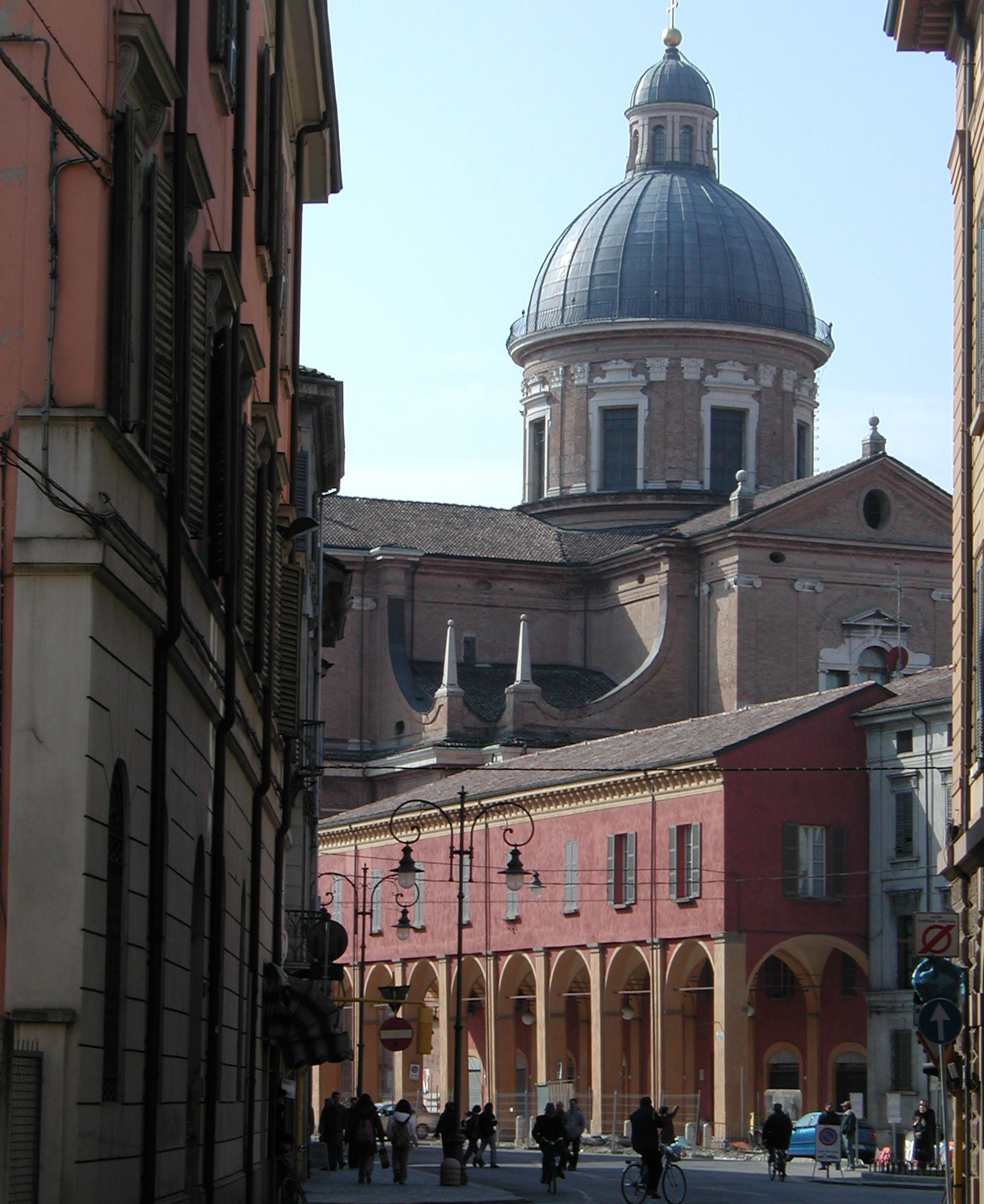
Reggio nell'Emilia

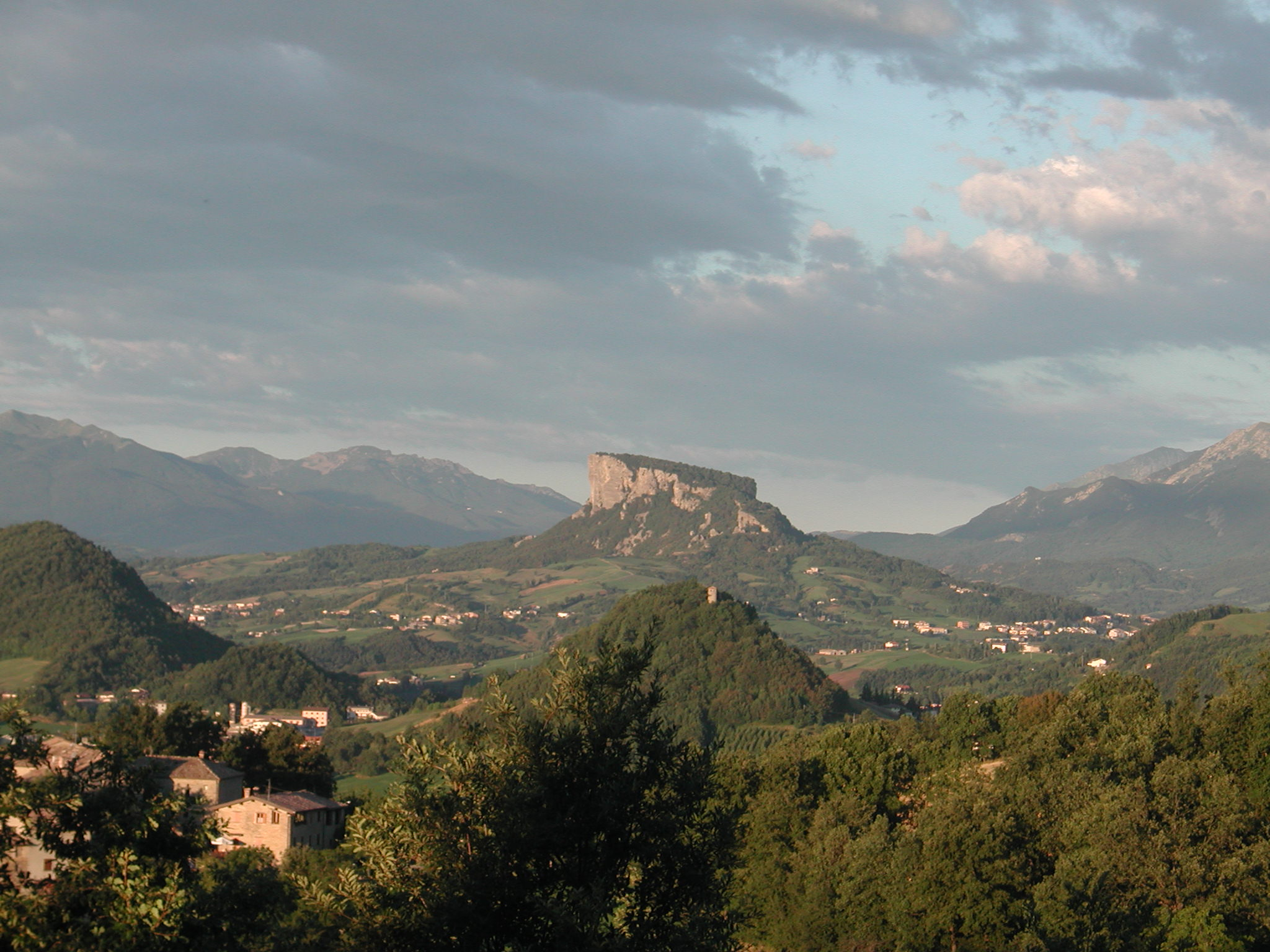
Pietra di Bismantova

## Belangrijke plaatsen
- Reggio Emilia (162.290 inw.)
- Scandiano (23.934 inw.)
- Correggio (23.285 inw.)